# Katharine Hepburn
Katharine Houghton Hepburn, més coneguda com a Katharine Hepburn (Hartford, Connecticut, 12 de maig del 1907−Old Saybrook, Connecticut, 29 de juny del 2003) va ser una actriu estatunidenca. L'Acadèmia de les Arts i de les Ciències de Hollywood li reconeixia el seu treball amb dotze candidatures i quatre Oscars, una xifra encara no igualada per cap actriu per al paper principal, una llegenda de la pantalla amb una carrera de més de setanta anys, àmpliament reconeguda pel seu enginy intel·ligent i independència feroç. El 1999, Hepburn va ser nomenada l'estrella femenina més gran del cinema clàssic de Hollywood per l'American Film Institute.
La vida i la carrera de Katharine Hepburn són llegendàries. La seva trajectòria comença en una família extraordinària, rodejada per una aurèola de misteri i tragèdia. Les relacions tumultuoses que va mantenir amb Howard Hughes, John Ford i, sobretot, amb Spencer Tracy, van deixar fascinat el públic.

## Biografia
El seu pare, Thomas Norval Hepburn, era un respectat uròleg i cirurgià; la seva mare es deia Katharine Martha Houghton, i fou una de les primeres feministes del país. La parella va criar els seus sis fills (Kate n'era la segona) d'una manera gens ortodoxa, en una atmosfera de completa llibertat i amb gran influència de l'esport. En relació amb la religió, Hepburn sempre s'ha declarat atea.

### Irrupció als teatres
Hepburn va abandonar la universitat decidida a convertir-se en actriu. El dia després de graduar-se, va viatjar a Baltimore per conèixer Edwin H. Knopf, que dirigia una exitosa companyia de teatre. Impressionat per ella impacient, Knopf va llançar Hepburn a la seva producció en aquell lmoment, The Czarina. Va rebre bones crítiques pel seu petit paper, i el Printed Word va descriure la seva actuació com a "detinguda". Se li va donar un paper a l'espectacle de la setmana següent, però la seva segona actuació va ser menys ben rebuda. Va ser criticada per la seva veu aguda i, per aquest motiu, va deixar Baltimore per estudiar amb un tutor de veu a la ciutat de Nova York.

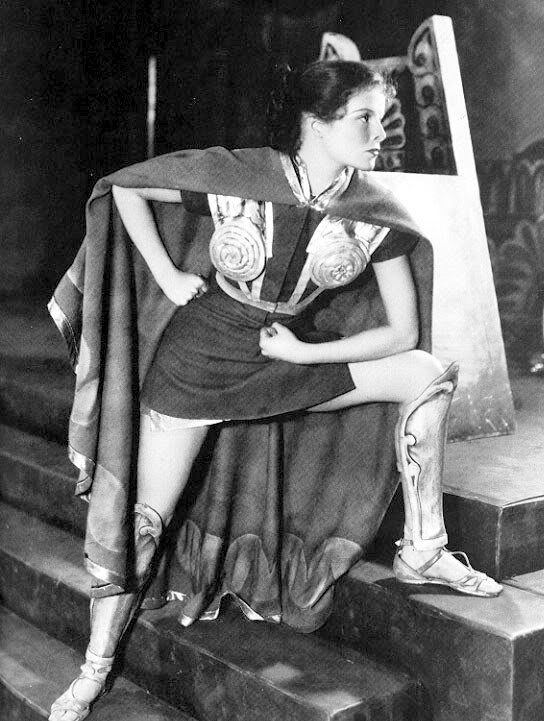
Hepburn en el paper de 1932 que la va portar a l'atenció de Hollywood, The Warrior's Husband

Knopf va decidir produir The Big Pond a Nova York, i va nomenar Hepburn com a acompanyant de la protagonista. Una setmana abans de l'estrena, la protagonista va ser acomiadada i substituïda per Hepburn, que va tenir un paper protagonista només quatre setmanes després de l'inici de la seva carrera teatral. A la nit de l'estrena, va arribar tard, va barrejar les seves línies, va ensopegar amb els seus peus i va parlar massa ràpid per ser entesa. La van acomiadar immediatament, i la protagonista original va tornar a contractada. Sense desanimar-se, Hepburn va unir forces amb el productor Arthur Hopkins i va acceptar el paper d'una col·legial a These Days. El seu debut a Broadway es va produir el 12 de novembre de 1928 al Cort Theatre, però les ressenyes de l'espectacle van ser pobres i es va tancar després de vuit nits. Hopkins va contractar ràpidament Hepburn com a estudiant principal a l'obra de Philip Barry Holiday. A principis de desembre, després de només dues setmanes, va renunciar per casar-se amb Ludlow Ogden Smith, un conegut de la universitat. Tenia previst deixar el teatre enrere, però va reprendre el paper de suplente a Holiday, que va ocupar durant sis mesos.
El 1929, Hepburn va rebutjar un paper amb el Theatre Guild per interpretar el paper principal a Death Takes a Holiday. Va sentir que el paper era perfecte, però de nou, la van acomiadar. Va tornar al gremi i va ocupar un paper de suplent per al salari mínim a A Month in the Country. A la primavera de 1930, Hepburn es va unir a la companyia de teatre Berkshire Playhouse a Stockbridge, Massachusetts. Va marxar a meitat de la temporada d'estiu i va continuar estudiant amb un tutor de teatre. A principis de 1931, va ser escollida per a la producció de Broadway de Art and Mrs. Bottle. Va ser alliberada del paper després que el dramaturg no li va agradar, dient «Sembla espantada, la seva manera és censurable i no té talent», però Hepburn va ser contractada de nou quan no es va poder trobar cap altra actriu. Va ser un petit èxit.
Hepburn va aparèixer en diverses obres de teatre amb una companyia a Ivoryton, Connecticut, i va demostrar ser un èxit. Durant l'estiu de 1931, Philip Barry li va demanar que aparegués a la seva nova obra, The Animal Kingdom, al costat de Leslie Howard. Van començar els assajos al novembre, Hepburn sentint-se segur que el paper la convertiria en una estrella, però a Howard no li agradava l'actriu i va tornar a ser acomiadat. Quan li va preguntar a Barry per què l'havien deixat. vés, va respondre: «Bé, per ser brutalment franc, no eres gaire bona.» Això va inquietar la segura de si mateixa Hepburn, però va continuar buscant feina. Va tenir un petit paper en una propera obra, però quan van començar els assajos, se li va demanar que llegissin el protagonisme de la faula grega El marit del guerrer.
The Warrior's Husband va resultar ser l'actuació destacada d'Hepburn. El biògraf Charles Higham afirma que el paper era ideal per a l'actriu, requerint una energia agressiva i atletisme, i ella es va involucrar amb entusiasme en la seva producció. L'obra es va estrenar l'11 de març de 1932 al Teatre Morosco de Broadway. La primera entrada d'Hepburn li va demanar que saltés per una escala estreta amb un cérvol a l'espatlla, amb una túnica curta platejada. El programa va durar tres mesos i Hepburn va rebre crítiques positives. Richard Garland del New York World-Telegram va escriure: "Han passat molts nit des que una actuació tan brillant ha il·luminat l'escena de Broadway."

### Èxit a Hollywood

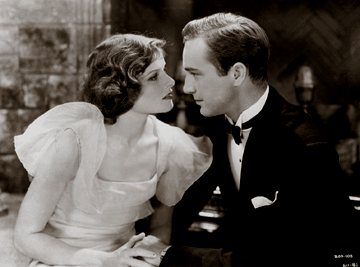
Hepburn y David Manners actuant a A Bill of Divorcement (1932).

Un caçatalents del representant de Hollywood Leland Hayward va veure la seva actuació teatral a 'The Warrior's Husband' i li va demanar que fes una prova per al paper de Sydney Fairfield a la següent pel·lícula de RKO, A Bill of Divorcement. El director George Cukor va quedar impressionat pel que va veure: «Hi havia una estranya criatura», va recordar, «no s'assemblava a ningú que hagués sentit mai». Particularment, li va atreure la manera com Hepburn va prendre un got: «Vaig pensar que era molt talentosa en aquest moviment». Oferit el paper, l'actriu va exigir 1500 dòlars a la setmana, cosa que significava una gran quantitat de diners per a una actriu desconeguda. Cukor va motivar l'estudi a acceptar els seus honoraris i van signar amb Hepburn un contracte eventual amb una garantia de tres setmanes. El directiu de RKO, David O. Selznick, va relatar que va prendre un «enorme risc» en triar una actriu fora del comú.
Hepburn va arribar a Califòrnia el juliol de 1932 als 25 anys i va protagonitzar A Bill of Divorcement juntament amb John Barrymore, però no va mostrar cap signe d'intimidació. Tot i que va lluitar per adaptar-se a l'essència de l'actuació en cinema, es va fascinar amb la indústria des del començament. El film va ser un èxit i l'actriu va rebre crítiques favorables. Mordaunt Hall de The New York Times va qualificar la seva actuació com «excepcionalment bona... la caracterització de la senyoreta Hepburn és una de les millors vistes a la pantalla». Una ressenya de Variety va declarar: «La violenta impressió generada per Katharine Hepburn en la seva primera actuació cinematogràfica és excel·lent. Té una cosa fonamental que la distingeix de la cinegalàxia». Tenint com a base A Bill of Divorcement, RKO va signar amb l'actriu un contracte a llarg termini. George Cukor es va convertir en amic de Hepburn per la resta de la seva vida i van realitzar deu pel·lícules junts com a col·legues.

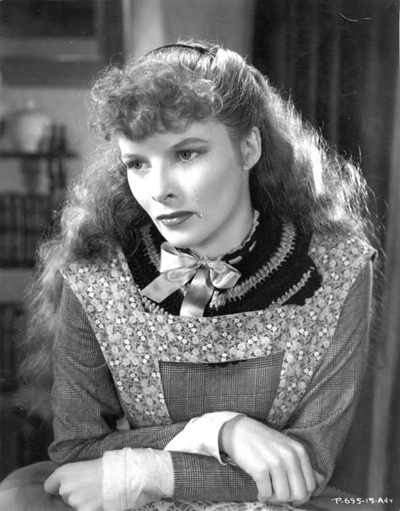
Hepburn, vestida amb peces del, interpretant Jo March a Little Women (1933), que continua sent una de les pel·lícules més populars fins a l'actualitat.

La segona pel·lícula de Hepburn va ser Christopher Strong (1933), la història d'una aviadora i el seu romanç amb un home casat. No va ser un èxit comercial però els comentaris sobre Hepburn van ser bons. Regina Crewe va escriure a Journal American que encara que els seus gestos eren irritants, «imposen atenció i fascinen l'audiència. És una personalitat diferent, ferma i autèntica». La seva tercera pel·lícula la va consolidar com una primera actriu a Hollywood. Per interpretar l'aspirant a actriu Eva Lovelace —un paper pensat per a Constance Bennett— a Glòria d'un dia, va guanyar un Oscar a la millor actriu. Havia vist el guió sobre l'escriptori del productor Pandro S. Berman i, convençuda que era la indicada per executar el paper, va insistir que fos per a ella. Va decidir no assistir a la cerimònia de lliurament de premis —costum que va mantenir la resta de la seva vida—, però va estar entusiasmada amb el triomf. El seu èxit va continuar amb el paper de Jo en una adaptació cinematogràfica de Donetes (1933), que va ser i continua sent un dels majors èxits de la indústria del cinema; Hepburn va guanyar el premi a la millor actriu al Festival de Cinema de Venècia per la seva actuació. Little Women va ser una de les seves produccions favorites i sovint es mostrava orgullosa del seu acompliment: «Desafio qualsevol que sigui tan bona [com a Jo] com ho vaig ser jo».
A finals de 1933, Hepburn era una actriu de cinema respectada però estava ansiosa per posar-se a prova a Broadway. Jed Harris, un dels productors de teatre més reeixits de la dècada de 1920, transitava per una mala ratxa en la seva carrera. Li va preguntar a Hepburn si desitjava participar en l'obra 'The Lake', a la qual va accedir per un salari baix. Abans que li donessin permís, RKO va demanar que filmés Spitfire (1934), on el seu paper va ser el de Trigger Hicks, una nena muntanyenca sense educació. És considerada per la majoria com una de les seves pitjors pel·lícules i va rebre males crítiques per la seva tasca. Hepburn va guardar una imatge de Hicks a la seva habitació durant tota la seva vida per «humilitat».
The Lake va ser presentada inicialment a Washington, DC, on hi havia una gran reserva d'entrades. La mala direcció de Harris havia minat la confiança de Hepburn però va lluitar per aconseguir un bon rendiment. Malgrat això, Harris va traslladar l'obra a Nova York sense gaires assajos previs. Va ser estrenada al Teatre Martin Beck el 26 de desembre de 1933 i Hepburn va ser severament jutjada pels crítics. Dorothy Parker va fer broma: «Recorre tota la gamma d'emocions des d'A fins a B». Obligada a un contracte de deu setmanes, l'actriu va haver de suportar la vergonya del ràpid declivi de la recaptació a les oficines de vendes. Harris va decidir portar l'espectacle a Chicago després de manifestar-li: «La meva estimada, l'únic interès que tinc en tu són els diners que puc fer de tu». Hepburn va refusar i li va pagar 14 dòlars per finalitzar la producció. Més tard, s'hi va referir com «sens dubte la persona més diabòlica que he conegut» i va afirmar que aquesta experiència va ser important per ensenyar-li a prendre responsabilitat en la seva carrera.

#### Dificultats en la carrera i «verí de taquilla» (1934-1938)

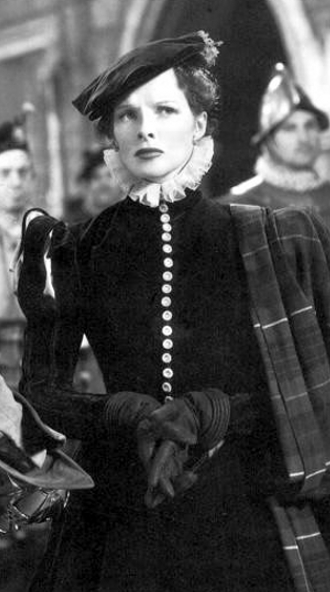
Hepburn vestida amb roba d'època a Maria Estuard (1936), un dels fracassos comercials en què va intervenir al llarg d'aquest període.

Després del fracàs de Spitfire i The Lake, RKO va incorporar Hepburn a The Little Minister (1934), basada en una novel·la victoriana de James Barrie, en un intent per repetir l'èxit de Little Women. No obstant això, no hi va haver tal recurrència i la pel·lícula va ser un fracàs comercial. El drama romàntic Cors trencats (1935) amb Charles Boyer va ser criticat negativament i també va perdre diners. Després de tres pel·lícules poc memorables, l'èxit va tornar a Hepburn amb Somnis de joventut (1935), la història d'una noia desesperada per pujar socialment. Li va encantar el llibre i va estar fascinada que li haguessin ofert el paper. La pel·lícula va ser un èxit, una de les seves favorites i li va proporcionar la seva segona nominació a l'Òscar —va rebre la segona quantitat més gran de vots, només precedida per Bette Davis.
Donada la possibilitat que triés el seu següent llargmetratge, Hepburn va decidir protagonitzar el nou projecte de George Cukor, Sylvia Scarlett (1935), on va actuar per primera vegada amb Cary Grant. Va haver de deixar-se els cabells curts per al paper pel fet que el seu personatge es feia passar per un home en gran part de la pel·lícula, però, no va generar grat en els crítics i va ser impopular al públic. Després va interpretar a Maria Estuard a Maria Estuard (1936) de John Ford, que va tenir una recepció similar, i aquesta va ser seguida per Una dona es rebel·la (1936), un drama victorià on el personatge de Hepburn desafia les convencions socials per tenir un fill extramatrimonial. Olívia (1937), aquesta vegada una comèdia, també va tenir una adaptació d'època, però cap no va tenir acceptació en el públic, cosa que significava que havia fet quatre produccions consecutives sense èxit.
A més d'una sèrie de films impopulars, van sorgir problemes arran de l'actitud de Hepburn. Tenia una relació difícil amb la premsa, fins al punt que podia arribar a ser grollera i provocadora. Quan se li va preguntar si tenia fills, va deixar anar enutjada: «Sí, en tinc cinc: dos de blancs i tres de color». La seva negativa a donar entrevistes i signar les peticions d'autògrafs li van valer el sobrenom de «Katharine d'Arrogància». El públic també va quedar desconcertat pel seu comportament masculí i les seves eleccions de moda, i es va convertir en una figura àmpliament impopular. Hepburn va sentir que necessitava sortir de Hollywood, pel que va tornar a l'Est per protagonitzar una adaptació teatral de Jane Eyre, que va tenir una gira amb èxit però, insegura sobre el guió i reticent a córrer el risc de fracàs després del desastre de The Lake, Hepburn es va oposar a portar l'espectacle a Broadway. A finals de 1936 va competir pel paper de Scarlett O'Hara a Allò que el vent s'endugué. El productor David O. Selznick es va negar a oferir-se'l perquè sentia que no tenia atractiu sexual i es diu que li va manifestar: «No puc veure Rhett Butler perseguint-te durant dotze anys».

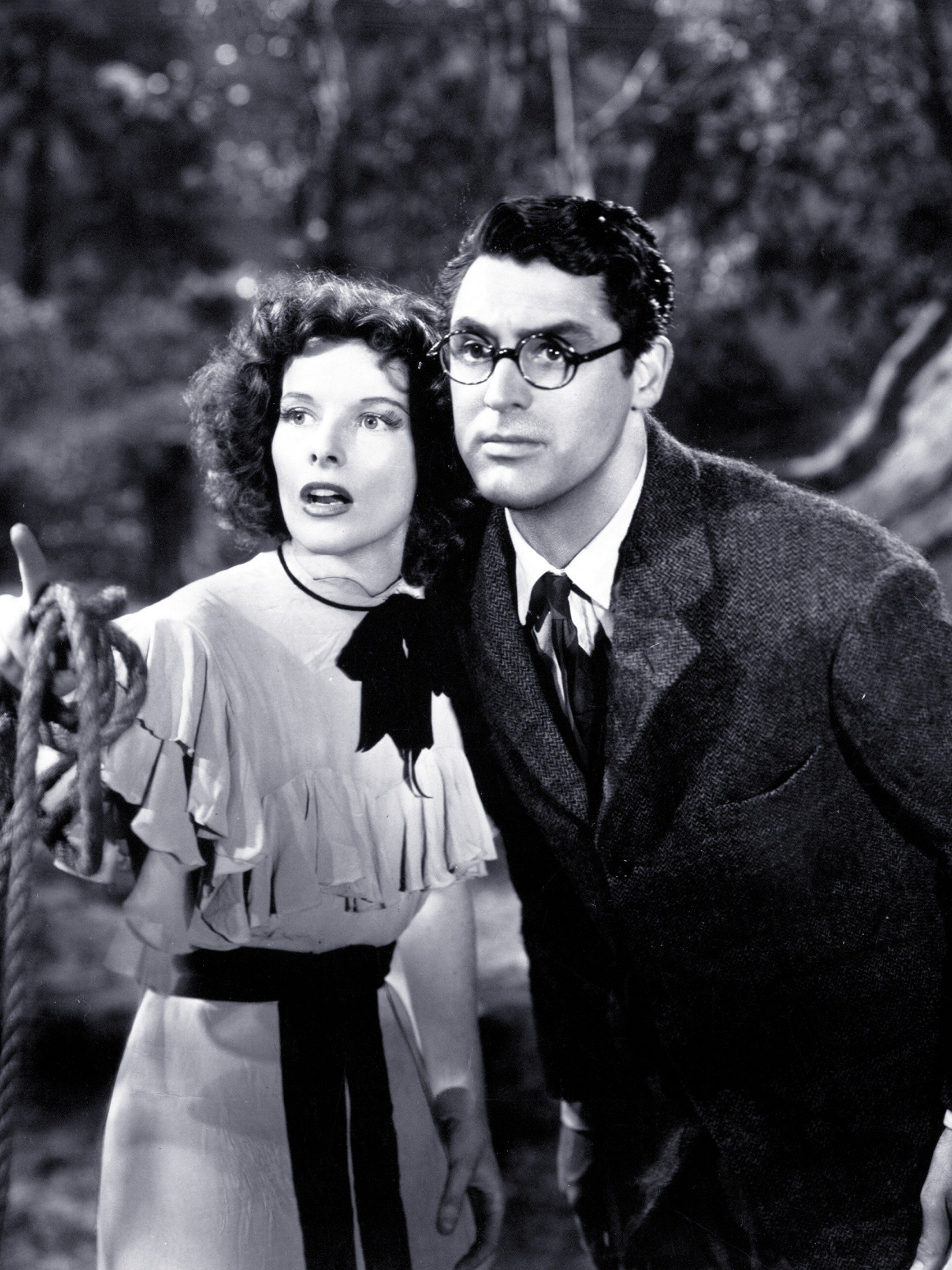
Hepburn i Cary Grant a Quina fera de nena! (1938), que va fracassar en l'estrena però es va convertir en un clàssic de les comèdies esbojarrades. Tots dos van realitzar quatre pel·lícules junts.

En la seva següent pel·lícula, Dames de teatre (1937), va actuar amb Ginger Rogers en un paper que reflecteix el seu pròpia vida, la d'una nena de l'alta societat tractant de convertir-se en actriu. Hepburn va ser elogiada pel seu treball a les primeres ressenyes, que li van donar atracció principal per sobre Rogers. Va ser nominada a la millor pel·lícula en els premis de l'Acadèmia però no va tenir l'èxit que RKO esperava. Els analistes de la indústria van culpar Hepburn dels baixos ingressos però l'estudi va continuar amb el seu compromís de fer ressorgir la seva popularitat. Va ser incorporada a la comèdia esbojarrada de Howard Hawks, Quina fera de nena! (1938), al costat de Cary Grant, on va interpretar els tocs de comèdia de la pel·lícula amb seguretat i va prendre consells sobre la gràcia de la comèdia de la seva coestrella Walter Catlett. Quina fera de nena! va ser aclamada per la crítica però malgrat això, no va tenir èxit a taquilla. El gènere escollit i Grant eren altament populars a l'època, per la qual cosa el biògraf A. Scott Berg suggereix que el motiu va recaure en el rebuig dels espectadors cap a Hepburn.
Després de l'estrena de Bringing Up Baby, l'Independent Theatre Owners of America va incloure Hepburn en una llista d'actors considerats «verí de taquilla». La seva reputació era baixa, la següent pel·lícula que RKO li va oferir va ser Mother Carey's Chickens, una pel·lícula de sèrie B amb poques perspectives. Hepburn ho va rebutjar i, en canvi, va optar per comprar el seu contracte per 75.000 dòlars. Molts actors tenien por de deixar l'estabilitat del sistema d'estudi en aquell moment, però la riquesa personal d'Hepburn va significar-li que podia permetre's el luxe de ser independent. Va signar per a la versió cinematogràfica de Holiday (1938) amb Columbia Pictures, emparellant-la per tercera vegada amb Grant, per interpretar una noia de la societat sufocada que troba alegria amb el promès de la seva germana. La comèdia va rebre una crítica positiva, però no va aconseguir atreure gran part del públic, i el següent guió que se li va oferir a Hepburn va arribar amb un sou de 10.000 dòlars, menys del que havia rebut a la inici de la seva carrera cinematogràfica. Reflexionant sobre aquest canvi de fortuna, Andrew Britton escriu sobre Hepburn: «Cap altra estrella ha sorgit amb més rapidesa o amb més elogis extàtics. Cap altra estrella, tampoc, s'ha tornat tan impopular tan ràpidament durant tant de temps.»

### Revival (1939–1942)

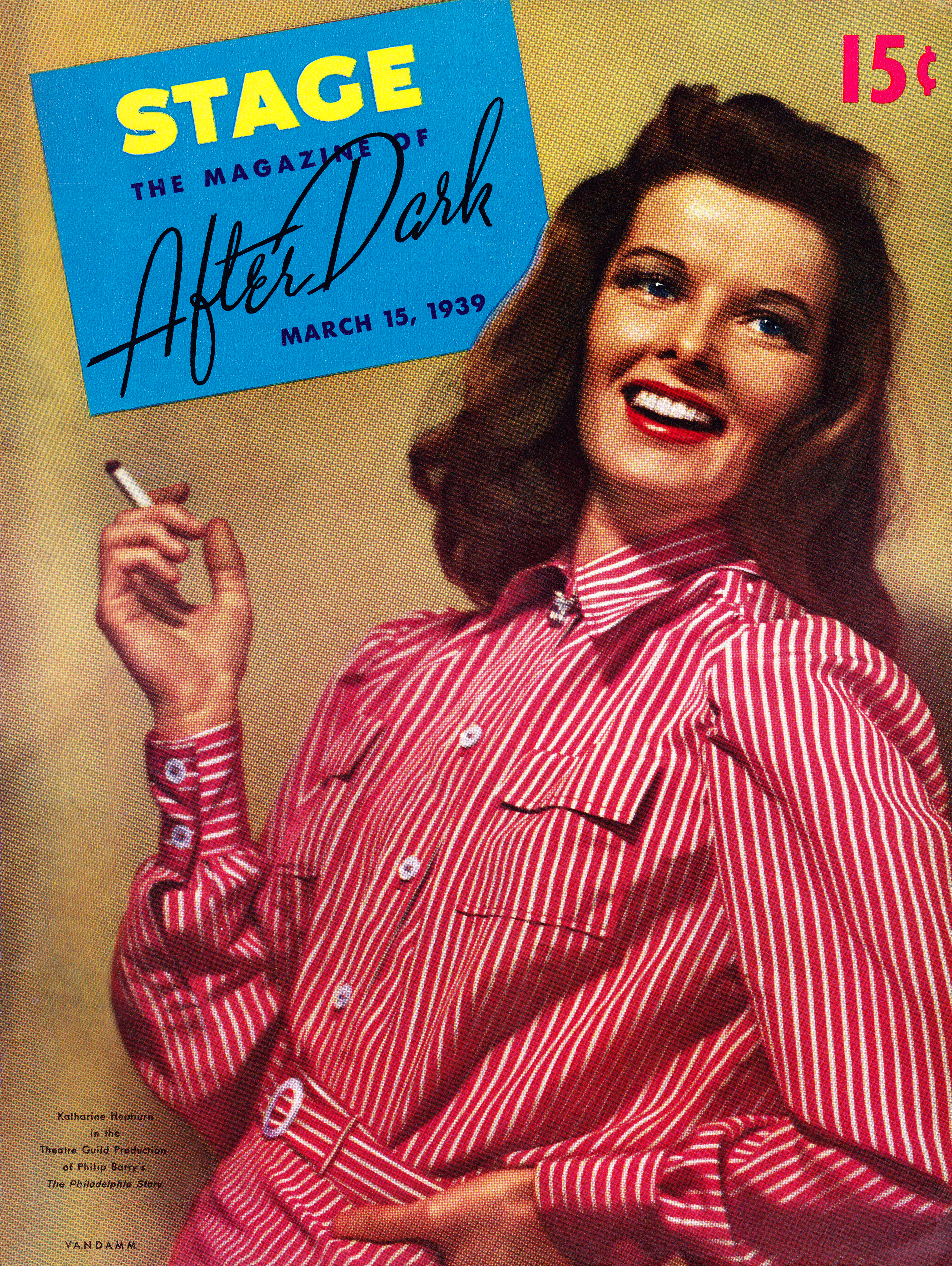
Hepburn a The Philadelphia Story (1939).

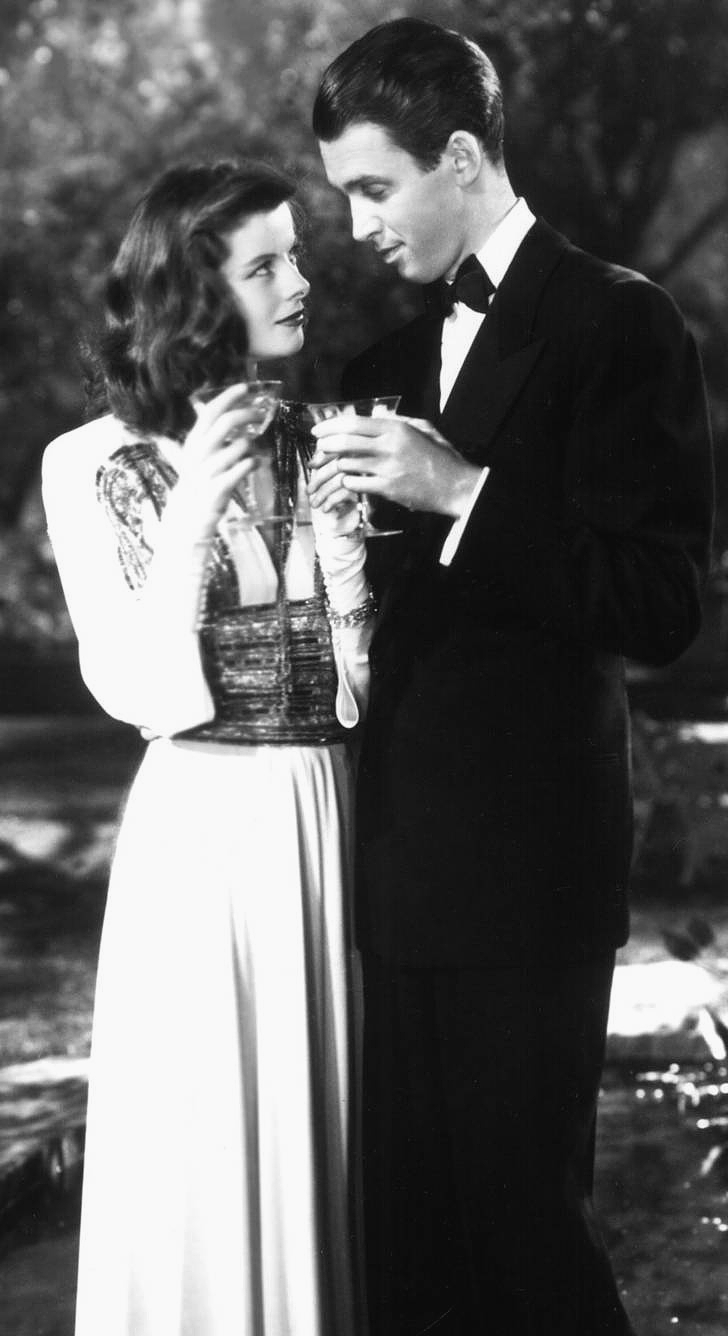
Com a Tracy Lord a The Philadelphia Story (1940), al costat de James Stewart. Hepburn va dir sobre el paper: «Li vaig donar la vida i em va retornar la meva carrera.».

Després d'aquest descens de la seva carrera, Hepburn va prendre mesures per crear el seu propi vehicle de retorn. Va deixar Hollywood per buscar un projecte escènic i va signar per protagonitzar la nova obra de Philip Barry, The Philadelphia Story. Va ser dissenyat per mostrar l'actriu, amb el personatge de la filla de l'alta societat Tracy Lord incorporant una barreja d'humor, agressivitat, nerviosisme i vulnerabilitat. Howard Hughes, parella de Hepburn en aquell moment, va intuir que l'obra podria ser el seu bitllet de tornada a l'estrellat de Hollywood i li va comprar els drets cinematogràfics abans fins i tot d'estrenar-se a l'escenari. The Philadelphia Story va fer una gira pels Estats Units, amb crítiques positives, i després es va estrenar a Nova York al Shubert Theatre el 28 de març de 1939. va ser un gran èxit, de manera crítica i econòmica, realitzant 417 actuacions i després fent una segona gira d'èxit.
Diversos dels principals estudis de cinema es van acostar a Hepburn per produir la versió cinematogràfica de l'obra de Barry. Ella va optar per vendre els drets a Metro-Goldwyn-Mayer (MGM), l'estudi número u de Hollywood, amb la condició que ella en fos l'estrella. Com a part de l'acord, també va tenir el director de la seva elecció, George Cukor, i va escollir James Stewart i Cary Grant (a qui va cedir la màxima facturació) com a coprotagonistes. Abans de començar el rodatge, Hepburn va assenyalar astutament: «No vull fer una gran entrada en aquesta imatge. Els espectadors ... pensen que sóc massa la-di-da o alguna cosa així. Molta gent vol veure'm caure de cara». Així, la pel·lícula va començar amb Grant colpejant l'actriu a l'esquena. Berg descriu com el personatge va ser dissenyat per fer que el públic «se'n rigués prou com per simpatitzar amb ella»., que Hepburn va considerar crucial per «recrear» la seva imatge pública. The Philadelphia Story va ser un dels grans èxits de 1940, batent rècords al Radio City Music Hall. La ressenya a Time deia: «Torna, Katie, tot està perdonat.» Herb Golden de Variety va declarar: «És la imatge de Katharine Hepburn ... La concepció perfecta de totes les noies de l'alta societat de Main Line, volgudes, però amb caràcter, en una sola, la història sense ella és gairebé inconcebible.» Hepburn va ser nominada al seu tercer Oscar a la millor actriu, i va guanyar el New York Film Critics Circle Award a la millor actriu, mentre que Stewart va guanyar el seu únic Oscar al millor actor per la seva actuació.
Hepburn també va ser responsable del desenvolupament del seu següent projecte, la comèdia romàntica Woman of the Year sobre una columnista política i un periodista esportiu la relació del qual està amenaçada per la seva independència egocèntrica. La idea de la pel·lícula li va ser proposada l'any 1941 per Garson Kanin, qui va recordar com Hepburn va contribuir al guió. Va presentar el producte acabat a MGM i li va demanar 250.000 dòlars: la meitat per a ella, la meitat per als autors. Les seves condicions acceptades, Hepburn també va rebre el director i coprotagonista de la seva elecció, George Stevens i Spencer Tracy. El primer dia d'Hepburn i Tracy junts al plató, suposadament li va dir a Tracy «Em temo que sóc massa alta per a tu», a la qual cosa Tracy va respondre: «No et preocupis, senyoreta Hepburn, aviat et reduiré a la meva mida.» Va començar una relació a la pantalla i fora que va durar fins a la mort de Tracy el 1967, amb ells apareixent en altres vuit pel·lícules juntes. Estrenada el 1942, Woman of the Year va ser un altre èxit. Els crítics van elogiar la química entre les estrelles i, diu Higham, van assenyalar la «maduresa i el poliment creixents» de Hepburn. El World-Telegram va elogiar dues «actuacions brillants». i Hepburn van rebre una quarta nominació a l'Oscar. Durant el transcurs de la pel·lícula, Hepburn va signar un contracte estrella amb MGM.

### Desacceleració a la dècada del 1940 (1942-1949)
El 1942, Hepburn va tornar a Broadway per aparèixer en una altra obra de Philip Barry, Without Love, que també va ser escrita tenint en compte l'actriu. Els crítics no es van mostrar entusiasmats amb la producció, però amb la popularitat d'Hepburn al màxim, va funcionar durant 16 setmanes exhaurint les localitats. MGM estava ansiosa per reunir Tracy i Hepburn per a una nova pel·lícula i es va decidir per Keeper of the Flame (1942). Un misteri fosc amb un missatge propagandístic sobre els perills del feixisme, la pel·lícula va ser vista per Hepburn com una oportunitat per fer una declaració política digna. Va rebre males crítiques, però va ser un èxit financer, confirmant la popularitat de la parella Tracy-Hepburn.

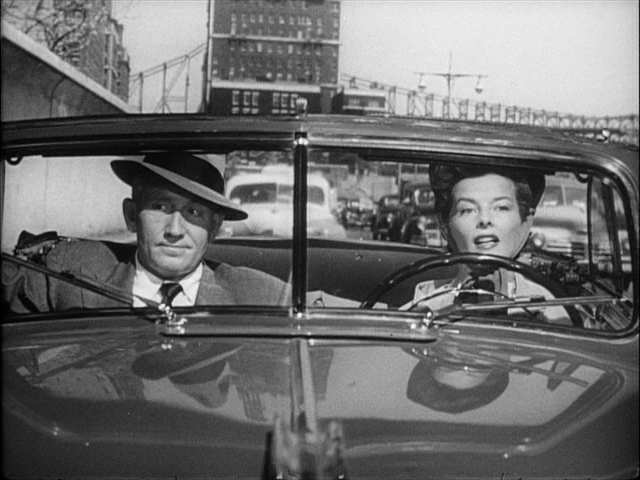
La majoria de les pel·lícules que va fer Hepburn en aquest període van ser amb Spencer Tracy. Més tard va dir que l'associació va fer molt per fer avançar la seva carrera, ja que ell era l'estrella més popular en aquell moment. Es veuen aquí a Adam's Rib (1949).

Des de Dona de l'any, Hepburn havia mantingut una relació romàntica amb Tracy i es va dedicar a ajudar l'estrella, que patia alcoholisme i insomni. Com a resultat, la seva carrera es va alentir i va treballar menys durant la resta de la dècada del que havia fet a la dècada de 1930, sobretot en no tornar a aparèixer a l'escenari fins al 1950. La seva única aparició el 1943 va ser un cameo a la pel·lícula de guerra La cantina del teatre, interpretant-se a ella mateixa. Va tenir un paper atípic el 1944, interpretant a una camperola xinesa al drama d'alt pressupost Dragon Seed. Hepburn estava entusiasmada amb la pel·lícula, però va tenir una resposta tèbia i va ser descrita com una mala interpretació. Després es va retrobar amb Tracy per a la versió cinematogràfica de Without Love (1945), després de la qual va rebutjar un paper a The Razor's Edge per donar suport a Tracy en el seu retorn a Broadway. Without Love va rebre crítiques pobres, però una nova pel·lícula de Tracy–Hepburn va ser un gran esdeveniment i va ser popular a l'estrena, venent un nombre rècord d'entrades durant el cap de setmana de Setmana Santa de 1945.
La següent pel·lícula d'Hepburn va ser Undercurrent (1946), una pel·lícula negra amb Robert Taylor i Robert Mitchum que va tenir una mala acollida. El 1947 va arribar una quarta pel·lícula amb Tracy: un drama ambientat al Far West titulat The Sea of Grass. De manera similar a Keeper of the Flame i Without Love, una resposta tèbia de la crítica no va impedir que fos un èxit financer tant als Estats Units com a l'estranger. El mateix any, Hepburn va interpretar a Clara Wieck Schumann a Song of Love. Es va formar intensament amb un pianista per al paper. En el moment de la seva estrena a l'octubre, la carrera d'Hepburn s'havia vist molt afectada per la seva oposició pública al creixent moviment anticomunista a Hollywood. Alguns la consideraven perillosament progressista, no se li va oferir feina durant nou mesos i, segons es diu, la gent va llançar coses a les projeccions de Song of Love. El seu següent paper va arribar de manera inesperada, ja que va acceptar substituir Claudette Colbert només uns dies abans que comencés el rodatge del drama polític de State of the Union (1948) de Frank Capra. Tracy feia temps que estava contractat per interpretar el protagonista masculí, i per això Hepburn ja estava familiaritzada amb el guió i va fer un pas per a la cinquena pel·lícula de Tracy–Hepburn. Els crítics van respondre positivament a la pel·lícula i va tenir un bon rendiment a la taquilla.
Tracy i Hepburn van aparèixer junts a la pantalla per tercer any consecutiu a la pel·lícula de 1949 Adam's Rib. Igual que Dona de l'any, va ser una comèdia de "batalla dels sexes" i va ser escrita específicament per al duet pels seus amics Garson Kanin i Ruth Gordon. Una història d'advocats casats que s'oposen als jutjats, Hepburn la va descriure com «perfecta per a [Tracy] i per a mi». Tot i que les seves opinions polítiques encara van provocar un piquets als cinemes d'arreu del país, Adam's Rib va ser un èxit comercial i de crítica i la imatge de Tracy–Hepburn més rendible fins al moment.  El crític de The New York Times Bosley Crowther estava ple d'elogis per la pel·lícula i va elogiar la «compatibilitat perfecta» del duet.

### Expansió professional (1950–1952)

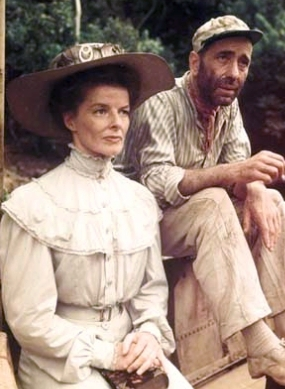
Hepburn va treballar sovint a l'estranger a la dècada de 1950, començant amb La reina d'Àfrica amb el seu coprotagonista Humphrey Bogart.

La dècada del 1950 va veure Hepburn assumint una sèrie de reptes professionals i es va estirar més que en qualsevol altre moment de la seva vida a una edat a la qual la majoria de les altres actrius començaven a retirar-se. Berg descriu la dècada com «el cor del seu vast llegat» i «el període en què ella realment es va convertir en el que volia». El gener de 1950, Hepburn es va aventurar en Shakespeare, interpretant Rosalind en el teatre a Al vostre gust. Tenia l'esperança de demostrar que podia interpretar material ja establert, i va dir: «És millor provar alguna cosa difícil i fracassar que jugar amb seguretat tot el temps». Es va estrenar al Cort Theatre de Nova York per a un públic ampli i pràcticament es va esgotar per a 148 espectacles. La producció va anar de gira. Les crítiques de Hepburn variaven, però es va assenyalar que era l'única protagonista de Hollywood que interpretava material de gran calibre a l'escenari.
El 1951, Hepburn va filmar La reina d'Àfrica, la seva primera pel·lícula a Technicolor. Va interpretar a Rose Sayer, una soltera missionera que vivia a l'Àfrica oriental alemanya a l'esclat de la Primera Guerra Mundial. Coprotagonitzada per Humphrey Bogart, La reina d'Àfrica es va rodar majoritàriament al Congo Belga, una oportunitat que va aprofitar Hepburn. Va resultar una experiència difícil, però, i Hepburn va emmalaltir de disenteria durant el rodatge. Més tard, va publicar unes memòries sobre l'experiència. La pel·lícula es va estrenar a finals de 1951 amb el suport popular i l'aclamació de la crítica, i li va donar a Hepburn la seva cinquena nominació a la millor actriu als Oscar mentre que Bogart va guanyar el seu únic Oscar al millor actor. La primera pel·lícula d'èxit que havia fet sense Tracy des de The Philadelphia Story una dècada abans, va demostrar que podia tenir èxit sense ell i va restablir completament la seva popularitat.
Hepburn va fer la comèdia esportiva La Pat i en Mike (1952), la segona pel·lícula escrita específicament com a vehicle Tracy–Hepburn per Kanin i Gordon. Era una entusiasta esportista, i Kanin més tard va descriure això com la seva inspiració per a la pel·lícula: «Mentre veia a Kate jugant a tennis un dia... se'm va ocórrer que al seu públic li faltava una delícia». Hepburn estava sota pressió per realitzar diversos esports amb un alt nivell, molts dels quals no van acabar a la pel·lícula. La Pat i en Mike va ser una de les pel·lícules més populars i aclamades per la crítica de l'equip, i també va ser la preferida personal d'Hepburn de les nou pel·lícules que va fer amb Tracy. L'actuació li va portar una nominació per el Globus d'Or a la millor actriu musical o còmica.
L'estiu de 1952, Hepburn va aparèixer al West End de Londres durant una sèrie de deu setmanes de The Millionairess de George Bernard Shaw. Els seus pares li havien llegit Shaw quan era petita, la qual cosa va convertir l'obra en una experiència especial per a l'actriu. Dos anys de treball intens l'havien deixat esgotada, però, i la seva amiga Constance Collier va escriure que Hepburn estava «al límit d'una crisi nerviosa». Àmpliament aclamada, The Millionairess va ser portada a Broadway. L'octubre de 1952 va obrir les portes al Shubert Theatre, on, malgrat una tèbia resposta de la crítica, va esgotar la seva carrera de deu setmanes. Hepburn va intentar posteriorment adaptar l'obra a una pel·lícula: Preston Sturges va escriure un guió i ella es va oferir a treballar per res i pagar-la ella mateixa, però cap estudi va fer-se càrrec del projecte. Més tard ella es va referir a això com la decepció més gran de la seva carrera.

### Spinsters i Shakespeare (1953–1962)

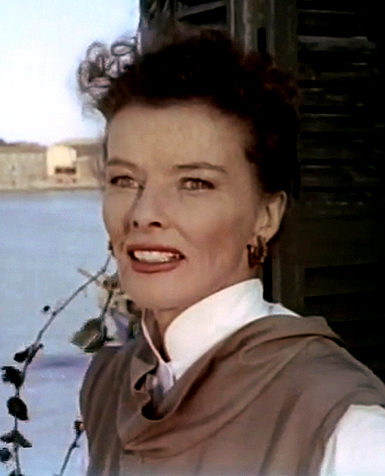
A drama romàntic Bogeries d'estiu (1955) de David Lean. Jane Hudson és un dels papers populars de "soltera" que va interpretar Hepburn a la dècada de 1950.

La Pat i en Mike va ser l'última pel·lícula que Hepburn va completar amb el seu contracte amb MGM, la qual cosa la va permetre seleccionar els seus propis projectes. Va passar dos anys descansant i viatjant, abans de comprometre's en el drama romàntic Bogeries d'estiu (1955) de David Lean. La pel·lícula es va rodar a Venècia, amb Hepburn interpretant una soltera solitària que té una apassionada història d'amor. El va descriure com «un paper molt emocional» i va trobar fascinant treballar amb Lean. Per la seva pròpia insistència, Hepburn va interpretar una caiguda a un canal i va desenvolupar una infecció ocular crònica com a resultat. El paper li va valer una altra nominació a l'Oscar i ha estat citada com una de les seves millors obres. Més tard, Lean va dir que era la seva pel·lícula favorita de les es que va fer, i Hepburn la seva actriu preferida. L'any següent, Hepburn va passar sis mesos de gira per Austràlia amb la companyia de teatre Old Vic, interpretant Portia a El mercader de Venècia, Kate a La feréstega domada, i Isabella a Mesure per mesura. La gira va ser un èxit i Hepburn es va guanyar elogis significatius per l'esforç.
Hepburn va rebre una nominació a l'Oscar per segon any consecutiu pel seu treball al costat de Burt Lancaster a The Rainmaker (1956). Va tornar a interpretar una dona solitària empoderada per una història d'amor, i es va fer evident que Hepburn havia trobat un lloc en interpretar a solteres que agradaven a la crítica i al públic. Hepburn va dir d'interpretar aquests papers: «Amb Lizzie Curry [The Rainmaker] i Jane Hudson [Summertime] i Rosie Sayer [The African Queen], jo estava interpretant-me a mi. No era difícil per a mi interpretar aquestes dones, perquè sóc la tieta soltera.» Aquell any va tenir menys èxit amb Faldilles d'acer (1956), una reelaboració de la comèdia clàssica Ninotchka, amb Bob Hope. Hepburn va interpretar un pilot soviètic de cor fred, una actuació que Bosley Crowther va anomenar «horrible». Va ser un fracàs crític i comercial, i Hepburn la va considerar la pitjor pel·lícula del seu currículum.
Tracy i Hepburn es van reunir a la pantalla per primera vegada en cinc anys per a la comèdia d'oficina Desk Set (1957). Berg assenyala que va funcionar com un híbrid dels seus anteriors èxits de comèdia romàntica i el personatge de soltera d'Hepburn, però va tenir un mal rendiment a la taquilla. Aquell estiu, Hepburn va tornar a Shakespeare. Va aparèixer a Stratford, Connecticut, a l'American Shakespeare Theatre, va repetir la seva Portia a El mercader de Venècia i va interpretar a Beatrice a Molt soroll per a no res. Els espectacles van tenir una acollida positiva.

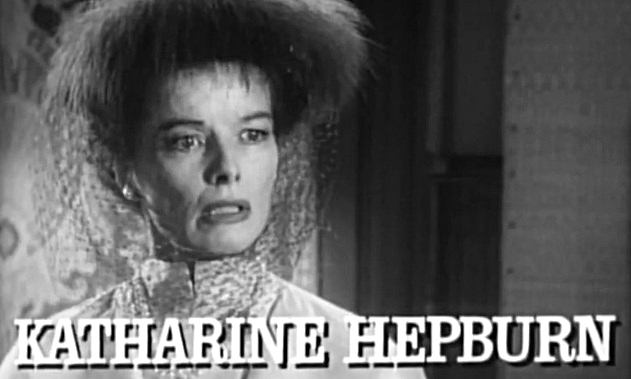
Del trailer de De sobte, l'últim estiu (1959), basat en l'obra de teatre Suddenly, Last Summer de Tennessee Williams.

Després de dos anys fora de la pantalla, Hepburn va protagonitzar una adaptació cinematogràfica de la controvertida obra de teatre de Tennessee Williams Suddenly, Last Summer, De sobte, l'últim estiu (1959) amb Elizabeth Taylor i Montgomery Clift. La pel·lícula es va rodar a Londres i va ser «una experiència completament miserable» per a Hepburn. Es va enfrontar amb el director Joseph L. Mankiewicz durant el rodatge, que va culminar amb la seva escopinada a ell amb fàstic. La pel·lícula va ser un èxit financer, i el seu treball com a la tieta esgarrifosa Violet Venable li va donar a Hepburn la seva vuitena nominació a l'Oscar. Williams es va mostrar satisfet amb l'actuació i va escriure: «Kate és l'actriu dels somnis d'un dramaturg. Fa que els diàlegs sonin millor del que són amb una bellesa i una claredat de dicció inigualables». Va escriure La nit de la iguana (1961) pensant en Hepburn, però l'actriu, tot i que afalagada, va sentir que l'obra li anava malament i va declinar el paper, que va ser per a Bette Davis.
Hepburn va tornar a Stratford l'estiu de 1960 per interpretar Viola a Nit de Reis, i Cleòpatra a Antoni i Cleòpatra. El New York Post va escriure sobre la seva Cleòpatra: «Hepburn ofereix una actuació molt versàtil... una o dues vegades va provar els seus gestos famosos i sempre és fascinant de veure.» La mateixa Hepburn estava orgullosa del paper. El seu repertori es va millorar encara més quan va aparèixer a la versió cinematogràfica de Sidney Lumet de Long Day's Journey into Night d'Eugene O'Neill (1962). Va ser una producció de baix pressupost i va aparèixer a la pel·lícula per una dècima part del seu sou establert. Ella la va anomenar «la [obra] més gran que ha produït mai aquest país» i el paper de l'addicta a la morfina Mary Tyrone «el paper femení més desafiant del drama nord-americà», i va sentir que la seva actuació era el millor treball de pantalla de la seva carrera. Long Day's Journey Into Night li va valdre a Hepburn una nominació a l'Oscar i el Premi a la millor actriu al Festival de Cinema de Cannes. Continua sent una de les seves actuacions més elogiades.

### Èxit en anys posteriors (1963–1970)

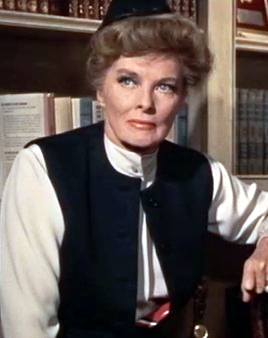
A Endevina qui ve a sopar (1967), amb la que va guanyar el segon dels seus quatre Oscar.

Després de completar Long Day's Journey Into Night, Hepburn es va prendre una pausa en la seva carrera per cuidar del malaltís Spencer Tracy. No va tornar a treballar fins a Endevina qui ve a sopar de 1967, la seva novena pel·lícula amb Tracy. La pel·lícula tractava el tema del matrimoni interracial, amb la neboda d'Hepburn, Katharine Houghton, interpretant la seva filla. Tracy s'estava morint en aquest punt, patint els efectes d'una malaltia cardíaca, i Houghton va comentar més tard que la seva tia estava «extremadament tensa» durant la producció. Tracy va morir 17 dies després de filmar la seva última escena. Endevina qui ve a sopar va ser un retorn triomfal per a Hepburn i la seva pel·lícula amb més èxit comercial fins aquell moment. Va guanyar el seu segon premi a la millor actriu als Oscars, 34 anys anys després de guanyar-lo per primera vegada. Hepburn va creure que el premi no era només per a ella, sinó que també es va donar en honor a Tracy.
Hepburn va tornar ràpidament a actuar després de la mort de Tracy, escollint ocupar-se com a remei contra el dolor. Va rebre nombrosos guions i va decidir interpretar a Elionor d'Aquitània a The Lion in Winter (1968), un paper que ella va anomenar «fascinant». Va llegir molt com a preparació per al paper, en el qual va protagonitzar al costat de Peter O'Toole. El rodatge va tenir lloc a Montmajour Abbey al sud de França, una experiència que li agradava tot i ser —segons el director Anthony Harvey—«enormement vulnerable» a tot arreu. John Russell Taylor de The Times va suggerir que Eleanor era «l'actuació de la seva... carrera», i va demostrar que ella era «una actriu en creixement, desenvolupament i encara sorprenent». La pel·lícula va ser nominada a totes les categories principals a l'Acadèmia, i per segon any consecutiu Hepburn va guanyar l'Oscar a la millor actriu (compartit amb Barbra Streisand per Funny Girl). El paper, combinat amb la seva actuació a Endevina qui ve a sopar, també va rebre un premi de cinema de l'Acadèmia Britànica (BAFTA) a la Millor actriu. La següent aparició de Hepburn va ser a La boja de Chaillot (1969), que va filmar a Niça immediatament després de completar The Lion in Winter. La pel·lícula va ser un fracàs crítica i econòmicament, i les crítiques van apuntar a Hepburn per haver fet una actuació equivocada.
Des de desembre de 1969 fins a agost de 1970, Hepburn va protagonitzar el musical de Broadway Coco, sobre la vida de Coco Chanel. Ella va admetre que abans de l'espectacle, no havia assistit mai a un musical teatral. No era una cantant forta, però va trobar l'oferta irresistible i, com diu Berg, «el què li faltava en eufonia ho compensava amb coratge». L'actriu prenia classes vocals sis vegades per setmana per preparar l'espectacle. Estava nerviosa per cada actuació i recordava «estar preguntant-me què dimonis estava fent allà». Les crítiques de la producció eren mediocres, però la mateixa Hepburn va ser elogiada i Coco va ser popular entre el públic, amb la seva programació dues vegades ampliada. Més tard va dir que Coco va marcar la primera vegada que va acceptar que el públic no estava contra ella, sino que en realitat semblava estimar-la. El seu treball va guanyar una nominació al Premi Tony a la millor actriu en un musical.

### Cinema, televisió i teatre (1971–1983)
Hepburn es va mantenir activa durant la dècada de 1970, centrant-se en els papers descrits per Andrew Britton com «una mare devoradora o una vella vella que viu [sola]». Primer va viatjar a Espanya per filmar una versió d'Eurípides, The Troian Women (1971) al costat de Vanessa Redgrave. Quan li van preguntar per què havia assumit el paper, va respondre que volia ampliar la seva gamma i provar-ho tot mentre encara tenia temps. La pel·lícula va tenir una mala acollida,, però el Cercle de Crítics de Cinema de Kansas City va nomenar l'actuació d'Hepburn com la millor d'una actriu aquell any. El 1971, va signar per protagonitzar una adaptació de Viatges amb la tieta de Graham Greene, però no estava contenta amb les primeres versions del guió i es va dedicar a reescriure-la ella mateixa. A l'estudi no li van agradar els seus canvis, així que Hepburn va abandonar el projecte i va ser substituïda per Maggie Smith. La seva següent pel·lícula, una adaptació d'A Delicate Balance (1973) d'Edward Albee dirigida per Tony Richardson, va tenir un petit llançament i va rebre crítiques generalment desfavorables.
El 1973, Hepburn es va aventurar a la televisió per primera vegada, protagonitzant una producció de The Glass Menagerie de Tennessee Williams. Havia desconfiat del mitjà, però va resultar ser un dels principals esdeveniments televisius de l'any, amb una puntuació alta a les Nielsen ratings. Hepburn va rebre una nominació al Premi Emmy per interpretar a la melancòlica mare del sud Amanda Wingfield, la qual cosa li va obrir la ment a futurs treballs a la pantalla petita. El seu següent projecte va ser la pel·lícula de televisió Love Among the Ruins (1975), un drama eduardià amb seu a Londres amb el seu amic Laurence Olivier. Va rebre crítiques positives i valoracions altes i li va fer guanyar a Hepburn el seu únic premi Emmy.

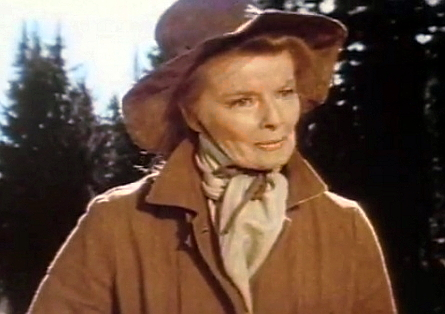
A la pel·lícula de l'oest Rooster Cogburn (1975), on Hepburn era coprotagonista amb John Wayne.

Hepburn va fer la seva única aparició als Premis de l'Acadèmia el 1974, per presentar el Premi Irving G. Thalberg a Lawrence Weingarten. Va rebre una gran ovació i va fer broma amb el públic: «Estic molt contenta de no haver escoltat ningú cridar: 'Ja era hora'». L'any següent, va ser emparellada amb John Wayne a la pel·lícula de l'oest Rooster Cogburn, una seqüela de la pel·lícula guanyadora de l'Oscar Valor de llei. Fent-se ressò del seu personatge de La reina d'Àfrica, Hepburn va tornar a interpretar una soltera profundament religiosa que s'uneix amb un solitari masculí per venjar la mort d'un membre de la família. La pel·lícula va rebre crítiques mediocres. El seu càsting va ser suficient per atraure algunes persones a la taquilla, però no va complir les expectatives de l'estudi i només va tenir un èxit moderat.
El 1976, Hepburn va tornar a Broadway per a una sèrie de tres mesos de l'obra de teatre A Matter of Gravity d'Enid Bagnold. El paper de l'excèntrica senyora Basil es va considerar un aparador perfecte per a l'actriu, i l'obra va ser popular malgrat les males crítiques. Més tard va fer una gira nacional d'èxit. Durant la seva carrera a Los Angeles, Hepburn es va fracturar el maluc, però va optar per continuar la gira actuant en cadira de rodes. Aquell any, va ser escollida Actriu de cinema preferida als Premis People's Choice.

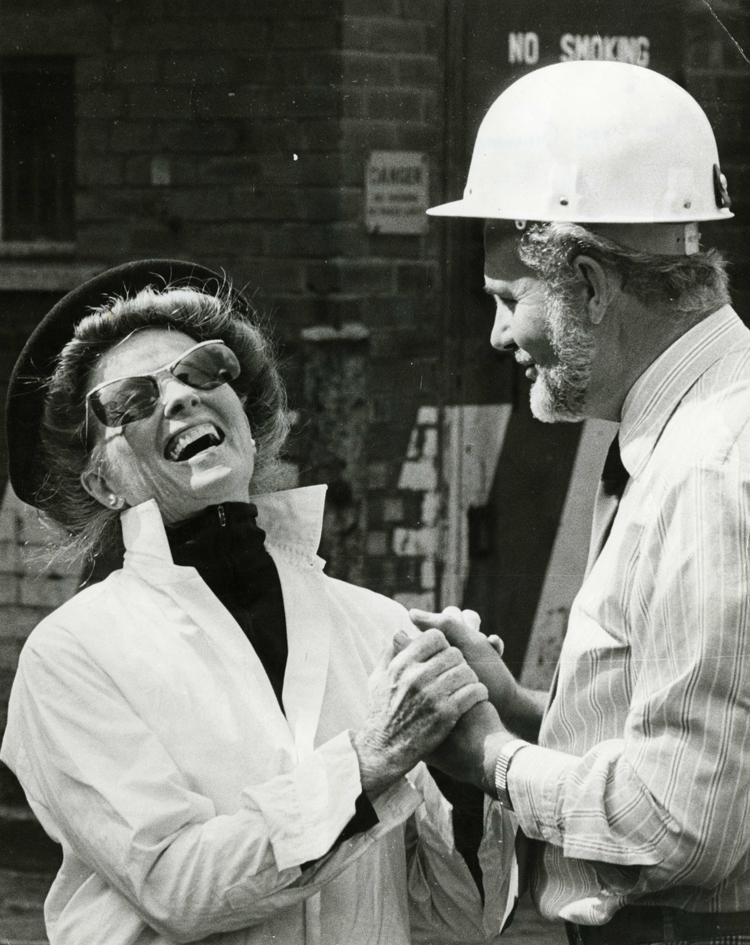
Hepburn i Mike Owen el 1978 durant el rodatge de la pel·lícula per a televisió The Corn Is Green.

Durant l'estiu de 1976, Hepburn va protagonitzar la pel·lícula familiar de baix pressupost Olly Olly Oxen Free. No es va trobar un distribuïdor d'estudis importants i finalment es va estrenar de manera independent el 1978. A causa de la seva mala distribució, es va veure en relativament poques sales, el que va provocar un dels majors errors de la carrera d'Hepburn. El guionista James Prideaux, que va treballar amb Hepburn, va escriure més tard que «va morir en el moment de l'estrena» i es va referir a ella com la seva «pel·lícula perduda». Hepburn va afirmar que la raó principal per la qual l'havia fet era l'oportunitat de muntar en un globus aerostàtic. La pel·lícula de televisió The Corn Is Green (1979), que es va rodar a Gal·les va ser l'última de deu pel·lícules que Hepburn va fer amb George Cukor, i li va guanyar una tercera nominació als Emmy.
A la dècada de 1980, Hepburn havia desenvolupat un notable tremolor, que li va deixar una tremolor permanent del cap. No va treballar durant dos anys. Durant aquest període va veure la producció de Broadway On Golden Pond, i va quedar impressionat per la representació d'una parella d'ancians casats enfrontant-se a les dificultats de la vellesa. Jane Fonda havia comprat els drets de pantalla per al seu pare, l'actor Henry Fonda i Hepburn van intentar interpretar al seu costat el paper de l'extravagant Ethel Thayer. On Golden Pond  va ser un èxit, la segons pel·lícula més taquillera de 1981. Va demostrar l'energia que tenia la Hepburn de 74 anys, quan es va submergir completament vestida al Squam Lake i va donar una actuació animada de cant. La pel·lícula li va fer guanyar un segon BAFTA i un quart Oscar, rècord de l'Acadèmia. Henry Fonda va guanyar el seu únic Oscar pel seu paper a la pel·lícula, la tercera llegenda masculina de la pantalla (després de James Stewart i Humphrey Bogart) que va guanyar el seu únic premi de l'Acadèmia actuant al costat d'Hepburn. Homer Dickens, al seu llibre sobre Hepburn, assenyala que es va considerar àmpliament una victòria sentimental, «un homenatge a la seva carrera perdurable».
Hepburn també va tornar als escenaris el 1981. Va rebre una segona nominació al Tony per la seva interpretació a The West Side Waltz d'una vídua septuagenària amb ganes de viure. Variety va observar que el paper era «una versió òbvia i totalment acceptable de la pròpia imatge pública [de Hepburn]». Walter Kerr de The New York Times va escriure sobre Hepburn i la seva actuació: «Una cosa misteriosa que ha après a fer és donar vida irrefutable a línies sense vida.» Ella esperava fer una pel·lícula fora de la producció, però ningú va comprar els drets. La reputació d'Hepburn com un dels actors més estimats d'Amèrica es va consolidar fermament en aquest moment, ja que va ser anomenada actriu de cinema preferida en una enquesta de la revista People i va tornar a guanyar el premi a la popularitat de People's Choice.

### Focus en la televisió (1984–1994)
El 1984, Hepburn va protagonitzar la comèdia negra Grace Quigley, la història d'una dona gran que recluta un sicari (Nick Nolte) per matar-la. Hepburn va trobar humor en el tema morbós, però les crítiques van ser negatives i la taquilla va ser deficient. El 1985, va presentar un documental de televisió sobre la vida i la carrera de Spencer Tracy. La majoria dels papers de Hepburn a partir d'aquest moment van ser en pel·lícules de televisió, que no van rebre els elogis de la crítica del seu treball anterior en el mitjà, però es va mantenir popular entre el públic. Amb cada llançament, Hepburn la declararia la seva última aparició a la pantalla, però va continuar assumint nous papers. Va rebre una nominació als Emmy per a la pel·lícula de 1986 Mrs. Delafield Wants to Marry, després dos anys més tard va tornar per a la comèdia Laura Lansing Slept Here, que li va permetre actuar amb la seva neboda, Schuyler Grant.
El 1991, Hepburn va publicar la seva autobiografia, Me: Stories of My Life, que va encapçalar les llistes de best-sellers durant més d'un any. Va tornar a les pantalles de televisió el 1992 per a The Man Upstairs, protagonitzada per Ryan O'Neal, per la qual va rebre una nominació al Globus d'Or. El 1994, va treballar al costat d'Anthony Quinn a This Can't Be Love, que es basava en gran manera en la pròpia vida de Hepburn, amb nombroses referències a la seva personalitat i carrera. Aquests papers posteriors s'han descrit com «una versió fictícia del personatge típic de Kate Hepburn» i els crítics han remarcat que Hepburn s'estava interpretant a ella mateixa.
La darrera aparició de Hepburn en una pel·lícula estrenada al cinema, i la seva primera des de Grace Quigley nou anys abans, va ser Love Affair (1994). Als 87 anys, va fer un paper secundari, al costat d'Annette Bening i Warren Beatty. Va ser l'única pel·lícula de la carrera d'Hepburn, a part de l'aparició del cameo a Stage Door Canteen, en la qual no va tenir un paper protagonista. Roger Ebert va assenyalar que era la primera vegada que semblava fràgil, però que l'«esperit magnífic» encara hi era, i va dir que les seves escenes «roben l'espectacle». Un escriptor de The New York Times va reflexionar sobre l'última aparició de l'actriu a la pantalla gran: «Si es movia més lentament que abans, en comportament, era com un joc i moderna com mai havia estat.» Hepburn va interpretar el seu darrer paper a la pel·lícula de televisió One Christmas (1994), pel qual va rebre una nominació als Premi del Sindicat d'Actors als 87 anys.

### Oscars
Hepburn va aconseguir el primer Oscar el 1933 per Glòria d'un dia. El segon li arribà ja a la seva maduresa artística, l'any 1967 per Endevina qui ve a sopar, una pel·lícula que la va marcar psicològicament, ja que Spencer Tracy (el co-protagonista) moriria poques setmanes després d'acabar-ne el rodatge. Hepburn sempre deia que era l'únic film que no havia pogut veure mai, a causa del record del que havia estat el seu company durant dues dècades.
Un any després, va repetir premi, que compartiria amb Barbra Streisand amb The Lion in Winter, un drama d'època amb Peter O'Toole de coprotagonista. El seu darrer Oscar el va obtenir el 1982 per On Golden Pond, la darrera pel·lícula de Henry Fonda.
El seu delicat estat de salut (patia Parkinson) la va fer retirar-se del cinema l'any 1994, i fou el seu darrer treball Love Affair.

## Vida personal

### Imatge i personatge públics
Hepburn era coneguda per ser molt privada, i no va donar entrevistes ni parlar amb els fans durant gran part de la seva carrera. Es va distanciar de l'estil de vida d'una celebritat, desinteressada per una escena social que considerava tediosa i superficial, i va vestir roba casual que anava en contra de les convencions en una era de glamour. Poques vegades apareixia en públic, fins i tot evitant els restaurants, i una vegada li va treure una càmera de la mà d'un fotògraf quan va li fer una foto sense demanar-li-ho. Malgrat el seu zel per la privadesa, va gaudir de la seva fama i més tard va confessar que no li hauria agradat que la premsa la ignorés completament. L'actitud protectora cap a la seva vida privada es va descongelar a mesura que envellia; començant amb una entrevista de dues hores a The Dick Cavett Show el 1973, Hepburn es va fer més obert amb el públic.

### Relacions
L'únic matrimoni d'Hepburn va ser amb Ludlow Ogden Smith, un home de negocis de l'alta societat de Filadèlfia a qui va conèixer mentre era estudiant a Bryn Mawr. La parella es va casar el 12 de desembre de 1928, quan ella tenia 21 anys i ell 29. Smith va canviar el seu nom a S. Ogden Ludlow a instàncies d'ella perquè ella no fos " Kate Smith", que considerava massa senzill. Mai es va comprometre del tot amb el matrimoni i va prioritzar la seva carrera. a mudança a Hollywood el 1932 va consolidar l'allunyament de la parella. Hepburn va sol·licitar el divorci a Yucatán el 30 d'abril de 1934, i es va concretar el 8 de maig. Hepburn va expressar sovint el seu agraïment a Smith pel seu suport econòmic i moral en els primers dies de la seva carrera, i en la seva autobiografia es va anomenar «a terrible pig» (una porca terrible) per explotar el seu amor. La parella va romandre amics fins a la mort d'ell el 1979.
Poc després de traslladar-se a Califòrnia, Hepburn va començar una relació amb el seu agent, Leland Hayward, tot i que tots dos estaven casats. Hayward li va proposar matrimoni després que tots dos s'havien divorciat, però ella s'hi va negar, i després va explicar: «M'agradava la idea de ser el meu propi jo.» L'afer va durar quatre anys. El 1936, mentre feia una gira per Jane Eyre, Hepburn va començar una relació amb l'empresari Howard Hughes. Els havia presentat un any abans pel seu amic comú Cary Grant. Hughes volia casar-se amb ella, i els tabloides van informar de les seves nupcies imminents, però Hepburn es va mantenir concentrada a ressuscitar la seva carrera, en aquell moment fallida. Es van separar el 1938, quan Hepburn va deixar Hollywood després de ser etiquetada com a «verí de taquilla».
Hepburn va mantenir la seva decisió de no tornar-se a casar i va prendre una decisió conscient de no tenir fills. Ella creia que la maternitat requeria un compromís a temps complet i va dir que no estava disposada a fer-ho. «Hauria estat una mare terrible», va dir-li a Berg, «perquè jo bàsicament sóc un ésser humà molt egoista.» Va sentir que havia experimentat parcialment la paternitat a través dels seus germans molt més petits, la qual cosa satisfeia qualsevol necessitat de tenir fills propis.
Des de la dècada de 1930 existeixen rumors que Hepburn era lesbiana o bisexual, cosa de la que sovint feia broma. El 2007, William J. Mann va publicar una biografia de l'actriu en la qual argumentava que aquest era el cas. En resposta a aquestes especulacions sobre la seva tia, Katharine Houghton va dir: «Jo mai he descobert cap prova que fos lesbiana.» Tanmateix, en un documental del 2017, la columnista Liz Smith, que era una amiga propera, va testificar que ho era.

### Relació amb Spencer Tracy
L'actriu va ser protagonista d'una discreta i apassionada relació sentimental de més de 30 anys amb Spencer Tracy, un home catòlic i conservador, amb qui semblava que no havia d'encaixar. Van formar parella també a la pantalla en nou pel·lícules, moltes d'aquestes obres mestres de la comèdia: Woman of the Year (1942), Keeper of the flame (1943), Without Love (1945), The Sea of Grass (1947), State of the Union (1948), Adam's Rib (1949), La Pat i en Mike (1952), Desk Set (1957) i Endevina qui ve a sopar (1967).

## Llegat

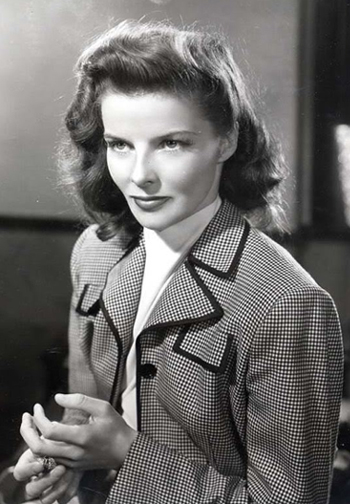
Hepburn, amb el seu estil de vida poc convencional i les dones independents que interpretava a la pantalla (com Tess Harding a Woman of the Year, a la foto), representava la dona emancipada.

Hepburn és considerada una figura cultural important i influent. Ros Horton i Sally Simmons la van incloure al seu llibre Dones que van canviar el món, que homenatja 50 dones que van ajudar a donar forma a la història i la cultura mundials. També és anomenada a la llista de "300 dones que van canviar el món" a l'Encyclopædia Britannica, 100 Most Important Women of the 20th century de Ladies Home Journal. "100 Icons of the Century" de la revista Variety, i és el número 84 a la llista de VH1 de les "200 icones més grans de la cultura pop de tots els temps". El 1999, l'American Film Institute va nomenadar-na l'estrella femenina més gran del cinema clàssic de Hollywood.
Pel que fa al llegat cinematogràfic d'Hepburn, una de les seves biògrafes, Sheridan Morley, va dir que "va trencar el motlle" per a les dones a Hollywood, portant a la pantalla una nova raça de dones de voluntat forta. L'acadèmic de cinema Andrew Britton va escriure una monografia estudiant la presència "clau" de Hepburn al Hollywood clàssic, una pertorbació consistent i potencialment radical", i assenyala la seva influència "central" a l'hora de portar els temes feministes a la pantalla.
Fora de la pantalla, l'estil de vida d'Hepburn era avançat al seu temps, va arribar a simbolitzar la "dona moderna" i va participar en el canvi d'actituds de gènere. Horton i Simmons escriuen: "Confiada, intel·ligent i enginyosa, la quatre vegades guanyadora de l'Oscar Katharine Hepburn va desafiar les convencions al llarg de la seva vida professional i personal... Hepburn va proporcionar una imatge d'un dona assertiva a qui [les dones] podien veure i aprendre'n." Després de la mort d'Hepburn, la historiadora del cinema Jeanine Basinger va declarar: "El que ens va portar va ser una nova classe d'heroïna: moderna i independent. Era bella, però no confiava en això." Mary McNamara, periodista d'entreteniment i revisora del Los Angeles Times va escriure: "Més que una estrella de cinema, Katharine Hepburn era la patrona de la dona americana independent". No va ser universalment venerada per les feministes, però, que estaven enfadades per les seves declaracions públiques que les dones "no ho poden tenir tot", és a dir, una família i una carrera.
Elegant, espiritual però autoritària, va prefigurar el feminisme sense necessitat de militar-hi. Les seves pel·lícules parlaven per ella. Fora dels cànons, el seu caràcter tossut la va dur a canviar l'ideal de bellesa femenina que imperava al Hollywood dels anys 30 i 40, fins al punt de ser qui va popularitzar a la pantalla gran que les dones portessin figurativament i literal els pantalons en un moment en què era un moviment radical per a una dona. Va ajudar a fer que els pantalons fossin acceptables per a les dones i els fans van començar a imitar la seva roba. El 1986, ella va rebre un premi a tota la seva trajectòria del Council of Fashion Designers of America en reconeixement de la seva influència en la moda femenina.
Segurament, la suma d'un físic fora dels cànons imperants al Hollywood daurat i una personalitat també fora de les pautes més convencionals va enamorar alguns dels homes més cobejats del setè art del segle passat, com ara els directors John Ford i George Stevens, magnats del cinema com Howard Hughes, i actors com Spencer Tracy.
Es vantava de no haver-se sotmès mai a les exigències de la totpoderosa indústria del cinema, que la volia canviar. Va ser fidel a allò que creia fins al final, mantenint-se sempre al marge dels grans corrents. El seu amic, el realitzador Frank Capra, va dir-ne: "Hi ha dones i, a més, hi ha la Kathe. Hi ha actrius i actrius i, a més, hi ha Hepburn".
Diverses pel·lícules de Hepburn s'han convertit en clàssics del cinema americà, amb quatre de les seves pel·lícules (La reina d'Àfrica, The Philadelphia Story, Quina fera de nena! i Endevina qui ve a sopar) incloses a la llista de l'American Film Institute de les 100 millors pel·lícules americanes de tots els temps. Adam's Rib i Woman of the Year van ser incloses a la llista de les 100 millors comèdies de l'AFI. La seva veu retallada i patrícia es considera una de les més distintives de la història del cinema.

## Filmografia

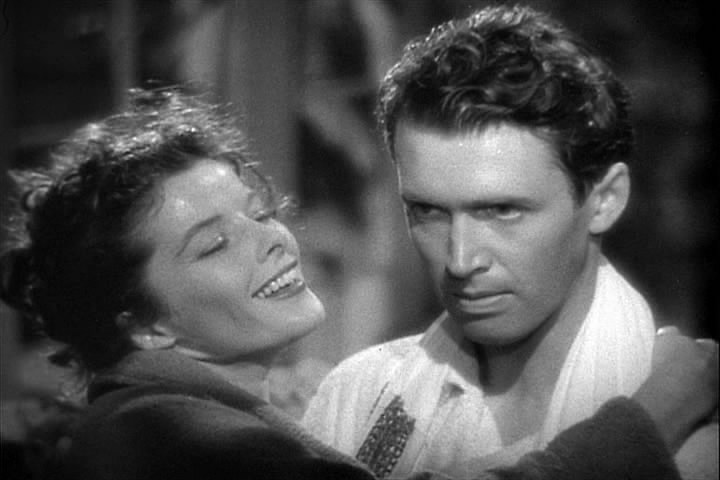
Katharine Hepburn i James Stewart en The Philadelphia Story (1940)

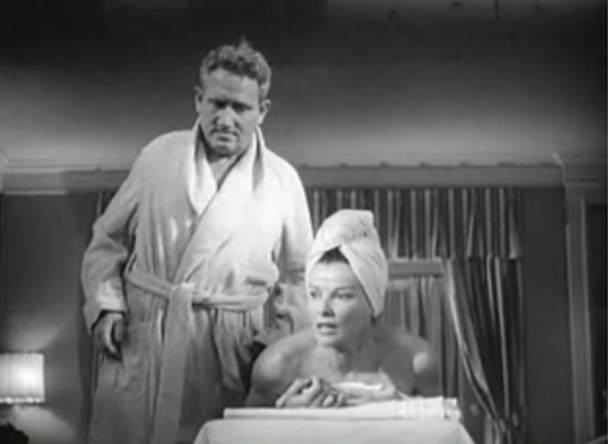
Katharine Hepburn i Spencer Tracy en Adam's Rib (1949)

| Any  | Pel·lícula                                             | Paper                    | Notes |
| ---- | ------------------------------------------------------ | ------------------------ | --- |
| 1932 | A Bill of Divorcement                                  | Sidney                   | |
| 1933 | Cap a les altures (Christopher Strong)                 | Lady Cynthia Darrington  | |
| 1933 | Glòria d'un dia (Morning Glory)                        | Eva Lovelace             | Oscar a la millor actriu |
| 1933 | Little Women                                           | Jo                       | |
| 1934 | Mística i rebel (Spitfire)                             | Trigger Hicks            | |
| 1934 | The Little Minister                                    | Babbie                   | |
| 1935 | Cors trencats (Break of Hearts)                        | Constance Dane Roberti   | |
| 1935 | Somnis de joventut (Alice Adams)                       | Alice Adams              | Nominació − Oscar a la millor actriu |
| 1935 | La gran aventura de Sylvia (Sylvia Scarlett)           | Sylvia Scarlett          | |
| 1936 | Maria Estuard (Mary of Scotland)                       | Maria I d'Escòcia        | |
| 1936 | Una dona es rebel·la (A Woman Rebels)                  | Pamela Thistlewaite      | |
| 1937 | Olívia (Quality Street)                                | Phoebe Throssel          | |
| 1937 | Dames de teatre (Stage Door)                           | Terry Randall            | |
| 1938 | Quina fera de nena! (Bringing Up Baby)                 | Susan                    | |
| 1938 | Holiday                                                | Linda Seton              | |
| 1940 | The Philadelphia Story                                 | Tracy Lord               | Nominació − Oscar a la millor actriu |
| 1942 | Woman of the Year                                      | Tess Harding             | Nominació − Oscar a la millor actriu |
| 1942 | Keeper of the Flame                                    | Sra. Christine Forrest   | |
| 1943 | La cantina del teatre (Stage Door Canteen)             | Ella mateixa             | |
| 1944 | Dragon Seed                                            | Jade Tan                 | |
| 1945 | Without Love                                           | Jamie Rowan              | |
| 1946 | Undercurrent                                           | Ann Hamilton             | |
| 1947 | The Sea of Grass                                       | Lutie Cameron Brewton    | |
| 1947 | Song of Love                                           | Clara Wieck Schumann     | |
| 1948 | State of the Union                                     | Mary Matthews            | |
| 1949 | Adam's Rib                                             | Amanda Bonner            | |
| 1951 | La reina d'Àfrica (The African Queen)                  | Rose Sayer               | Nominació − Oscar a la millor actriu Nominació − BAFTA a la millor actriu estrangera                                                             |
| 1952 | La Pat i en Mike (Pat and Mike)                        | Patricia "Pat" Pemberton | Nominació − Globus d'Or a la millor actriu musical o còmica                                                                                      |
| 1955 | Summertime (Summertime)                                | Jane Hudson              | Nominació − Oscar a la millor actriu Nominació − BAFTA a la millor actriu estrangera                                                             |
| 1956 | Faldilles d'acer (The Iron Petticoat)                  | Capitana Vinka Kovelenko | |
| 1956 | The Rainmaker                                          | Lizzie Curry             | Nominació − Oscar a la millor actriu Nominació − Globus d'Or a la millor actriu dramàtica Nominació − BAFTA a la millor actriu estrangera        |
| 1957 | Desk Set                                               | Bunny Watson             | |
| 1959 | De sobte, l'últim estiu (Suddenly, Last Summer)        | Sra. Violet Venable      | Nominació − Oscar a la millor actriu Nominació − Globus d'Or a la millor actriu dramàtica                                                        |
| 1962 | Long Day's Journey Into Night                          | Mary Tyrone              | Premi a la interpretació femenina (Festival de Cannes) Nominació − Oscar a la millor actriu Nominació − Globus d'Or a la millor actriu dramàtica |
| 1967 | Endevina qui ve a sopar (Guess Who's Coming to Dinner) | Christina Drayton        | Oscar a la millor actriu BAFTA a la millor actriu Nominació − Globus d'Or a la millor actriu dramàtica                                           |
| 1968 | The Lion in Winter                                     | Elionor d'Aquitània      | Oscar a la millor actriu BAFTA a la millor actriu Nominació − Globus d'Or a la millor actriu dramàtica                                           |
| 1969 | La boja de Chaillot (La Folle de Chaillot)             | Comptessa Aurelia        | |
| 1971 | The Trojan Women                                       | Hecuba                   | |
| 1973 | A Delicate Balance                                     | Agnes                    | |
| 1973 | The Glass Menagerie                                    | Amanda Wingfield         | Telefilm Nominació − Primetime Emmy a la millor actriu dramàtica                                                                                 |
| 1975 | Rooster Cogburn                                        | Eula Goodnight           | |
| 1975 | Love Among the Ruins                                   | Jessica Medlicott        | Telefilm Primetime Emmy a la millor actriu en minisèrie o telefilm                                                                               |
| 1978 | Olly, Olly, Oxen Free                                  | Miss Pudd                | |
| 1979 | The Corn Is Green                                      | Miss Lilly Moffat        | Telefilm Nominació − Primetime Emmy a la millor actriu en minisèrie o especial                                                                   |
| 1981 | On Golden Pond                                         | Ethel Thayer             | Oscar a la millor actriu BAFTA a la millor actriu Nominació − Globus d'Or a la millor actriu dramàtica                                           |
| 1985 | Grace Quigley                                          | Grace Quigley            | |
| 1986 | Mrs. Delafield Wants to Marry                          | Margaret Delafield       | Telefilm Nominació − Primetime Emmy a la millor actriu en minisèrie o especial                                                                   |
| 1988 | Laura Lansing Slept Here                               | Laura Lansing            | Telefilm |
| 1992 | The Man Upstairs                                       | Victoria Brown           | Telefilm Nominació − Globus d'Or a la millor actriu en minisèrie o telefilm                                                                      |
| 1994 | This Can't Be Love                                     | Marion Bennett           | Telefilm |
| 1994 | Love Affair                                            | Ginny                    | |